# アナ・デ・ジェズス・マリア・デ・ブラガンサ
アナ・デ・ジェズス・マリア・デ・ブラガンサ（Ana de Jesus Maria de Bragança, 1806年10月23日 - 1857年6月22日）は、ポルトガルの王族。ポルトガル王ジョアン6世とその妃でスペイン王カルロス4世の娘であるカルロッタ・ジョアキナの間の末娘。全名はアナ・デ・ジェズス・マリア・ルイザ・ジョアキナ・ミカエラ・ハファエラ・セルヴラ・アントニア・シャヴィエル・デ・パウラ（Ana de Jesus Maria Luisa Joaquina Micaela Rafaela Sérvula Antónia Xavier de Paula）。

## 生涯
アナ・デ・ジェズスは父の死の翌年である1827年12月5日、ポルトガル貴族のロレ侯爵ヌノ・ジョゼ・セヴェロ・デ・メンドーサ・デ・モラ・バヘト（後にポルトガル首相となる）と結婚した。結婚式はアジュダ宮殿で秘密結婚同然の状態で挙行され、スキャンダルとして取り沙汰された。アナ・デ・ジェズスの伴侶であるロレ侯爵はポルトガル王家と非常に遠いながら血縁関係にある貴族だったが、ポルトガル王の娘が王族身分でない男性と結婚することは中世以来の出来事だったからである。この結婚はおそらく政略的なものでも、また駆け落ち婚でもなく、婚前妊娠していたアナ・デ・ジェズスの差し迫った出産に間に合わせるために、母カルロッタ・ジョアキナがお膳立てしたできちゃった結婚だったと考えられる。アナ・デ・ジェズスは結婚式から22日後の1827年12月27日にロレ侯との間の第一子を出産している。
1831年にアナ・デ・ジェズスのすぐ上の兄ミゲル1世がポルトガルの支配権を掌握して絶対主義政権を樹立すると、ロレ侯爵夫妻は国外に逃れてヨーロッパ中を転々とした。侯爵夫妻は間に5人の子供をもうけたが、結局1835年には事実上の離別を選んだ。アナ・デ・ジェズスは夫が公爵に昇爵する前に亡くなった。